# Royal Rumble 2005
Royal Rumble 2005 è stata la diciottesima edizione dell'evento in pay-per-view Royal Rumble, prodotto dalla World Wrestling Entertainment. L'evento si è svolto il 30 gennaio 2005 al Save Mart Center di Fresno.
Il main event dell'evento fu il Royal Rumble match, vinto da Batista dopo aver eliminato per ultimo John Cena.

## Storyline
La rivalità principale del roster di Raw, fu quella per il World Heavyweight Championship tra il campione Triple H e lo sfidante Randy Orton. Nella puntata di Raw successiva a SummerSlam, Orton fu estromesso dall'Evolution da Triple H. Il mese successivo, ad Unforgiven, Triple H sconfisse Orton conquistando il World Heavyweight Championship in seguito all'interferenza dei membri dell'Evolution Batista e Ric Flair. Alle Survivor Series, il Team Orton (Orton, Chris Benoit, Chris Jericho e Maven) sconfisse il Team Triple H (Triple H, Edge, Batista e Snitsky) in un four-on-four elimination match. Due mesi più tardi, a New Year's Revolution, Triple H vinse l'Elimination Chamber match e conquistò il World Heavyweight Championship eliminando per ultimo Orton a causa dell'interferenza di Batista e Ric Flair. La notte seguente a Raw, Orton sconfisse Batista diventando il primo sfidante per il titolo alla Royal Rumble. La settimana seguente a Raw, ci fu un confronto tra Orton e Triple H, dove successivamente quest'ultimo tese un'imboscata a Orton nel backstage. Nella puntata di Raw del 24 gennaio, Orton affrontò Ric Flair. Durante il match, l'arbitro venne colpito, Triple H interferì attaccando Orton insieme a Flair. Orton, tuttavia, riuscì a vincere comunque il match.
La rivalità principale del roster di SmackDown!, fu quella per il WWE Championship tra il campione John "Bradshaw" Layfield e gli sfidanti Big Show e Kurt Angle. Nella puntata di SmackDown! del 16 dicembre, Kurt Angle sfidò JBL in un match per il WWE Championship. Il Cabinet (Orlando Jordan, Doug e Danny Basham), interferì attaccando Angle, causando la fine del match per squalifica. Dopo il match, il Cabinet continuò ad attaccare Angle fino all'arrivo di Big Show, il quale espresse a JBL la sua intenzione di volere un match per il titolo. Nelle settimane che seguirono, venne indetto un triple threat match per il WWE Championship in vista della Royal Rumble. In seguito a ciò, JBL disse a Angle di far arrabbiare Big Show, per tutta risposta, Angle fece arrabbiare JBL. Dopo aver realizzato ciò, JBL si alleò con Big Show per confrontarsi con Angle; tuttavia, JBL voltò le spalle a Big Show e lo attaccò insieme a Angle. Nella puntata di SmackDown! del 27 gennaio, il general manager di SmackDown! Theodore Long, annunciò un Last Man Standing match tra JBL e Kurt Angle per quella sera. Il match si concluse senza un vincitore e verrà rivelato che il match fu un'idea di Big Show.
Un'altra rivalità predominante del roster di SmackDown! fu quella tra The Undertaker e Heidenreich. La faida tra i due iniziò a No Mercy, quando Heidenreich aiutò JBL a sconfiggere The Undertaker in un Last Ride match. Alle Survivor Series, The Undertaker sconfisse Heidenreich per schienamento dopo aver eseguito il Tombstone Piledriver. Ad Armageddon, Heidenreich costò ancora una volta a The Undertaker il suo match per il titolo contro JBL in un fatal four-way match che includeva anche Booker T e Eddie Guerrero. Il general manager Theodore Long, lasciò decidere a The Undertaker il nome della stipulazione del suo match contro Heidenreich alla Royal Rumble. Dopo che Heidenreich aveva menzionato la sua paura per le bare, Undertaker scelse di affrontarlo in un Casket match.
La rivalità predominante del roster di Raw fu quella tra Shawn Michaels e Edge. La loro faida iniziò a Taboo Tuesday quando Shawn Michaels venne preferito dal pubblico al posto di Edge e Chris Benoit per affrontare Triple H per il World Heavyweight Championship mentre Edge e Benoit affrontarono La Résistance per il World Tag Team Championship. Edge abbandonò Benoit durante l'incontro e tornò più tardi quella sera costando a Michaels la sua opportunità titolata contro Triple H. A New Year's Revolution, Edge prese parte all'Elimination Chamber match valevole per il vacante World Heavyweight Championship con Michaels nel ruolo di arbitro speciale. Durante il match, Edge colpì Michaels accidentalmente con una Spear, portando Michaels a colpirlo con la Sweet Chin Music e permise a Chris Jericho di eliminarlo.La sera successiva a Raw, ci fu un confronto tra Edge e Michaels che si concluse in una rissa tra i due. Un match tra Edge e Shawn Michaels venne dunque sancito per la Royal Rumble.

## Evento
Prima della messa in onda dell'evento, Maven sconfisse Rhyno a Sunday Night Heat.

### Match preliminari
Il primo match dell'evento fu tra Edge e Shawn Michaels. Durante le fasi iniziali del match, Edge prese in giro Michaels imitando alcune delle sue pose caratteristiche. In seguito, Edge si portò in vantaggio nei confronti di Michaels dopo aver eseguito una Edge-O-Matic all'esterno del ring. Successivamente, Edge ritornò all'esterno del ring per colpire Michaels con la Spear per poi riportarlo sul ring. Edge colpì poi Michaels con una seconda Spear e lo schienò, ma Michaels si liberò dallo schienamento dopo un conto di due. Dopodiché, Michaels eseguì il diving elbow drop su Edge. Quest'ultimo contrattaccò la manovra eseguendo un electric chair drop su Michaels che gli valse il conto di due. Pochi istanti dopo, Edge applicò la Edgecator ai danni di Michaels, però quest'ultimo riusci a liberarsi dalla presa di sottomissione. Michaels tentò di schienare Edge, ma Edge rovesciò il tentativo di Michaels in un roll-up facendo leva sulle corde del ring e vincere il match.
Il match successivo fu il Casket match tra The Undertaker e Heidenreich. Dopo un batti e ribatti, Heidenreich mise The Undertaker all'interno della bara, ma quest'ultimo contrattaccò per poi applicare una triangle choke su Heidenreich fino a quando Gene Snitsky non interferì per attaccare il Undertaker. Snitsky e Heidenreich attaccarono The Undertaker e ordinarono agli arbitri, presenti a bordo ring, di aprire la bara, la quale all'interno di essa ci fu Kane. In seguito, Kane uscì dalla bara e attaccò sia Snitsky che Heidenreich per poi combattere e allontanarsi nell'area del backstage insieme a Snitsky. Heidenreich lanciò The Undertaker contro i gradoni d'acciaio per poi colpirlo con la bara. Heidenreich applicò la Cobra Clutch su The Undertaker per poi rinchiuderlo nella bara, che quest'ultimo bloccò con un braccio la chiusura di essa. The Undertaker eseguì la Chokeslam e il Tombstone Piledriver su Heidenreich per poi rinchiuderlo all'interno della bara e vincere il match.

### Match principali
Il terzo match fu il triple threat match per il WWE Championship tra il campione John "Bradshaw" Layfield e gli sfidanti Big Show e Kurt Angle. Durante le fasi iniziali del match, Angle si portò all'esterno del ring lasciando combattere JBL e Big Show uno contro l'altro. Dopo che Angle risalì sul ring per interrompere un tentativo di schienamento, Big Show attaccò sia Angle che JBL. In seguito, Angle colpì Big Show con un monitor televisivo facendolo cadere sopra il tavolo dei commentatori. Più avanti, Big Show esegui una Chokeslam su JBL. Show schienò JBL, ma Layfield interruppe il conteggio dopo aver appoggiato un piede sulla corda bassa. Big Show colpì JBL con una Spear attraverso una barricata di sicurezza e in seguito colpì Angle con un flapjack, che lo fece impattare contro una sedia d'acciaio. Luther Reigns, Mark Jindrak, Doug Basham e Danny Basham attaccarono Big Show mentre Orlando Jordan aiutò JBL a rientrare sul ring. JBL eseguì la Clothesline from Hell su Angle per poi schienarlo e mantenere il titolo.
Il match seguente fu quello per il World Heavyweight Championship tra il campione Triple H e lo sfidante Randy Orton. Prima dell'inizio del match, il general manager di Raw Eric Bischoff bandì l'Evolution (Batista e Ric Flair) da bordo ring. Orton si portò in vantaggio su Triple H, finché quest'ultimo non contrattaccò una RKO di Orton spedendolo all'esterno del ring. Triple H rimase in controllo della contesa focalizzandosi su ginocchio sinistro di Orton, finché quest'ultimo non lo lanciò contro il tavolo dei commentatori. Orton rimase in vantaggio fino a quando non sbagliò l'esecuzione di una DDT. Triple H mise KO sia Orton che l'arbitro con una clothesline e successivamente tentò di colpire Orton con lo sledgehammer, che Orton schivò lanciando Triple H contro un paletto di sostegno del ring. Triple H colpì Orton con un'altra clothesline e con il Pedigree per schienarlo e mantenere il titolo.
Il main event fu il Royal Rumble match. Prima del match, Kurt Angle rubò il numero d'entrata a Nunzio rimpiazzandolo. I partecipanti dei due roster si scontrarono tra di loro, lo scontro si concluse e si allearono eliminando Muhammad Hassan, tredicesimo entrante. Scotty 2 Hotty, quindicesimo entrante, fu attaccato da Hassan durante la sua entrata e non entrò mai nel match. Kurt Angle, ventesimo entrante, dominò la contesa fino all'entrata di Shawn Michaels che lo eliminò. Angle tornò sul ring ed eliminò Michaels per poi attaccarlo. Gli ultimi quattro partecipanti furono Batista, lo United States Champion John Cena, Edge e Rey Mysterio. Edge si scontrò con Rey Mysterio, che successivamente eliminò con la spear. Cena e Batista eliminarono Edge, il quale li aveva attaccati in precedenza. Cena tentò di eseguire la F-U nei confronti di Batista, che contrattaccò. Successivamente, Batista tentò di eseguire la Batista Bomb, la quale venne contrattaccata da una headscissors takedown di Cena, ciò portò a far cadere sia Cena che Batista fuori dal ring allo stesso tempo. Gli arbitri del roster di Raw pensarono che avesse vinto Batista, mentre gli arbitri di SmackDown! pensarono che il vincitore fosse Cena. Il chairman della WWE Vince McMahon si presentò sul ring, rompendosi legittimamente entrambi i quadricipiti femorali dopo aver colliso contro l'apron ring, e ordinò di far ripartire il match con gli ultimi due partecipanti. Batista eliminò Cena dopo una spinebuster per vincere il match.

## Risultati
| #    | Incontri                                                        | Stipulazioni                                       | Durata |
| ---- | --------------------------------------------------------------- | -------------------------------------------------- | ------ |
| Heat | Maven ha sconfitto Rhyno                                        | Single match                                       | 07:01  |
| 1    | Edge ha sconfitto Shawn Michaels                                | Single match                                       | 18:32  |
| 2    | The Undertaker ha sconfitto Heidenreich                         | Casket match                                       | 13:20  |
| 3    | John "Bradshaw" Layfield (c) ha sconfitto Big Show e Kurt Angle | Triple threat match per il WWE Championship        | 12:04  |
| 4    | Triple H (c) ha sconfitto Randy Orton                           | Single match per il World Heavyweight Championship | 21:28  |
| 5    | Batista ha vinto eliminando per ultimo John Cena                | Royal rumble match                                 | 51:07  |

## Royal rumble match
– Wrestler di Raw

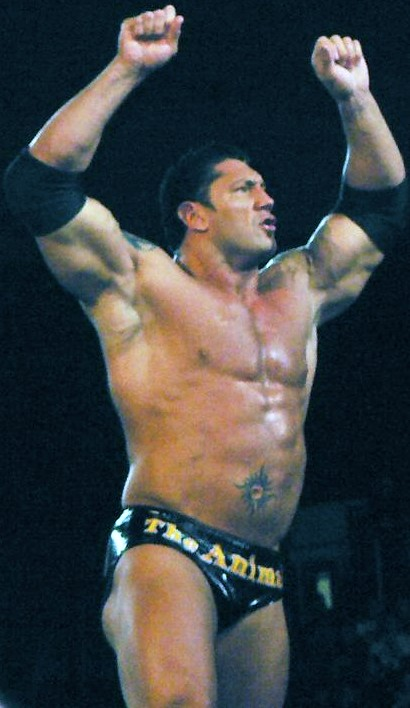
Batista, vincitore del Royal rumble match

     – Wrestler di SmackDown!
     – Vincitore
| #   | Superstar         | Ordine | Eliminato da                                                                  | Tempo | N° eliminazioni |
| --- | ----------------- | ------ | ----------------------------------------------------------------------------- | ----- | --------------- |
| 1°  | Eddie Guerrero    | 11°    | Edge                                                                          | 28:11 | 3               |
| 2°  | Chris Benoit      | 25°    | Ric Flair                                                                     | 47:26 | 3               |
| 3°  | Daniel Puder      | 1°     | Hardcore Holly                                                                | 04:09 | 0               |
| 4°  | Hardcore Holly    | 2°     | Chris Benoit e Eddie Guerrero                                                 | 01:59 | 1               |
| 5°  | The Hurricane     | 3°     | Chris Benoit e Eddie Guerrero                                                 | 01:04 | 0               |
| 6°  | Kenzo Suzuki      | 4°     | Rey Mysterio                                                                  | 03:31 | 0               |
| 7°  | Edge              | 28°    | Batista e John Cena                                                           | 40:19 | 5               |
| 8°  | Rey Mysterio      | 27°    | Edge                                                                          | 38:25 | 2               |
| 9°  | Shelton Benjamin  | 10°    | Edge                                                                          | 14:35 | 1               |
| 10° | Booker T          | 9°     | Eddie Guerrero e Rey Mysterio                                                 | 10:42 | 3               |
| 11° | Chris Jericho     | 21°    | Batista                                                                       | 28:22 | 2               |
| 12° | Luther Reigns     | 7°     | Booker T                                                                      | 07:13 | 1               |
| 13° | Muhammad Hassan   | 5°     | Booker T, Chris Benoit, Chris Jericho, Edge, Luther Reigns e Shelton Benjamin | 00:54 | 0               |
| 14° | Orlando Jordan    | 8°     | Booker T                                                                      | 03:36 | 0               |
| 15° | Scotty 2 Hotty    | 6°     | —                                                                             | —     | —               |
| 16° | Charlie Haas      | 13°    | Shawn Michaels                                                                | 06:20 | 0               |
| 17° | René Duprée       | 16°    | Chris Jericho                                                                 | 11:32 | 0               |
| 18° | Simon Dean        | 12°    | Shawn Michaels                                                                | 00:20 | 0               |
| 19° | Shawn Michaels    | 15°    | Kurt Angle                                                                    | 04:56 | 3               |
| 20° | Kurt Angle        | 14°    | Shawn Michaels                                                                | 00:37 | 1               |
| 21° | Jonathan Coachman | 23°    | Ric Flair                                                                     | 13:48 | 0               |
| 22° | Mark Jindrak      | 19°    | Kane                                                                          | 08:15 | 0               |
| 23° | Viscera           | 17°    | John Cena                                                                     | 03:00 | 0               |
| 24° | Paul London       | 18°    | Snitsky                                                                       | 03:15 | 0               |
| 25° | John Cena         | 29°    | Batista                                                                       | 15:28 | 3               |
| 26° | Snitsky           | 20°    | Batista                                                                       | 03:38 | 1               |
| 27° | Kane              | 22°    | John Cena                                                                     | 03:54 | 1               |
| 28° | Batista           | —      | Vincitore                                                                     | 10:54 | 5               |
| 29° | Christian         | 24°    | Batista                                                                       | 02:09 | 0               |
| 30° | Ric Flair         | 26°    | Edge                                                                          | 01:58 | 2               |